# 環状ブロック群

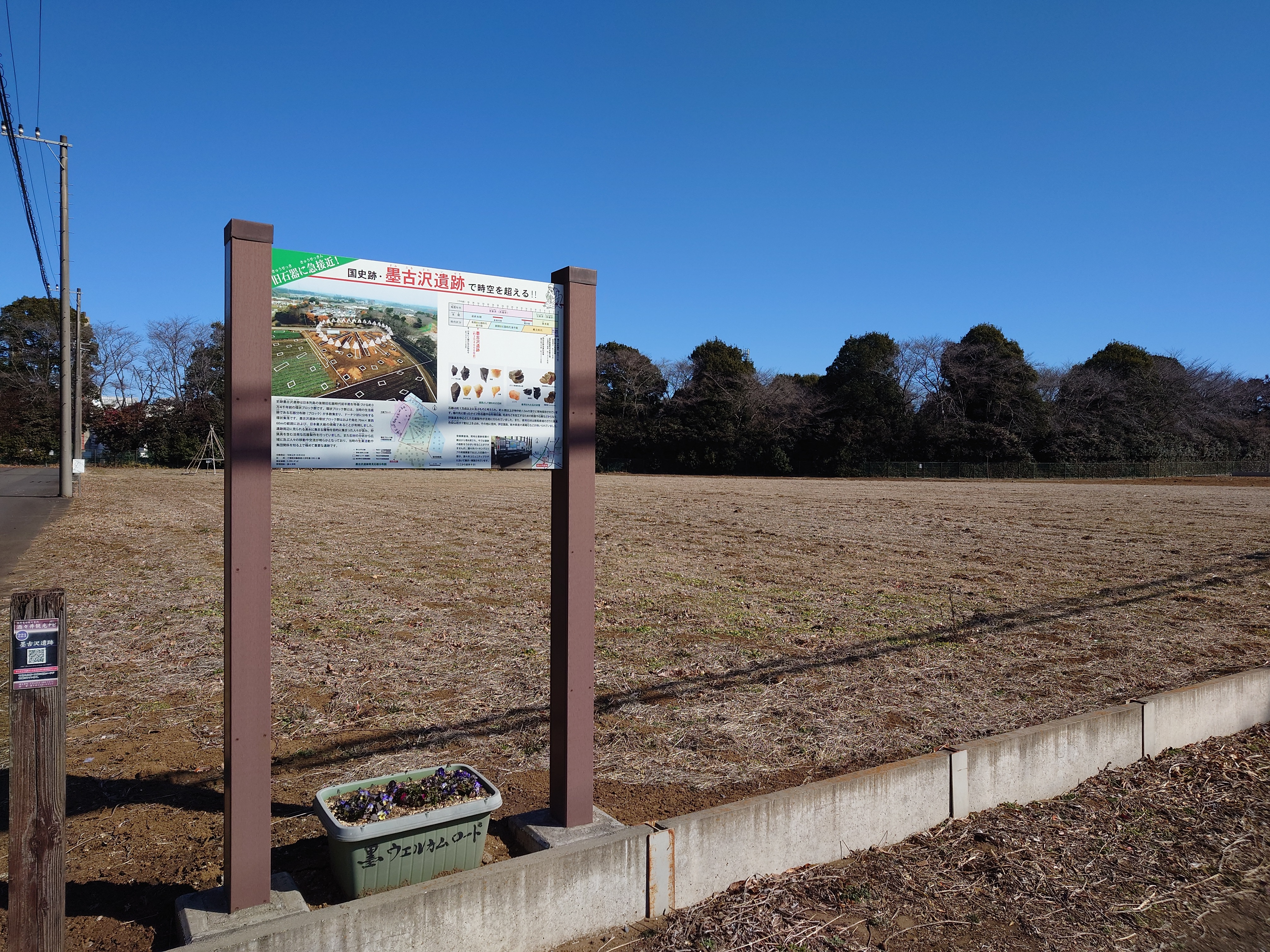
日本列島最大級の環状ブロック群の遺跡とされる千葉県印旛郡酒々井町の墨古沢遺跡（国の史跡）。

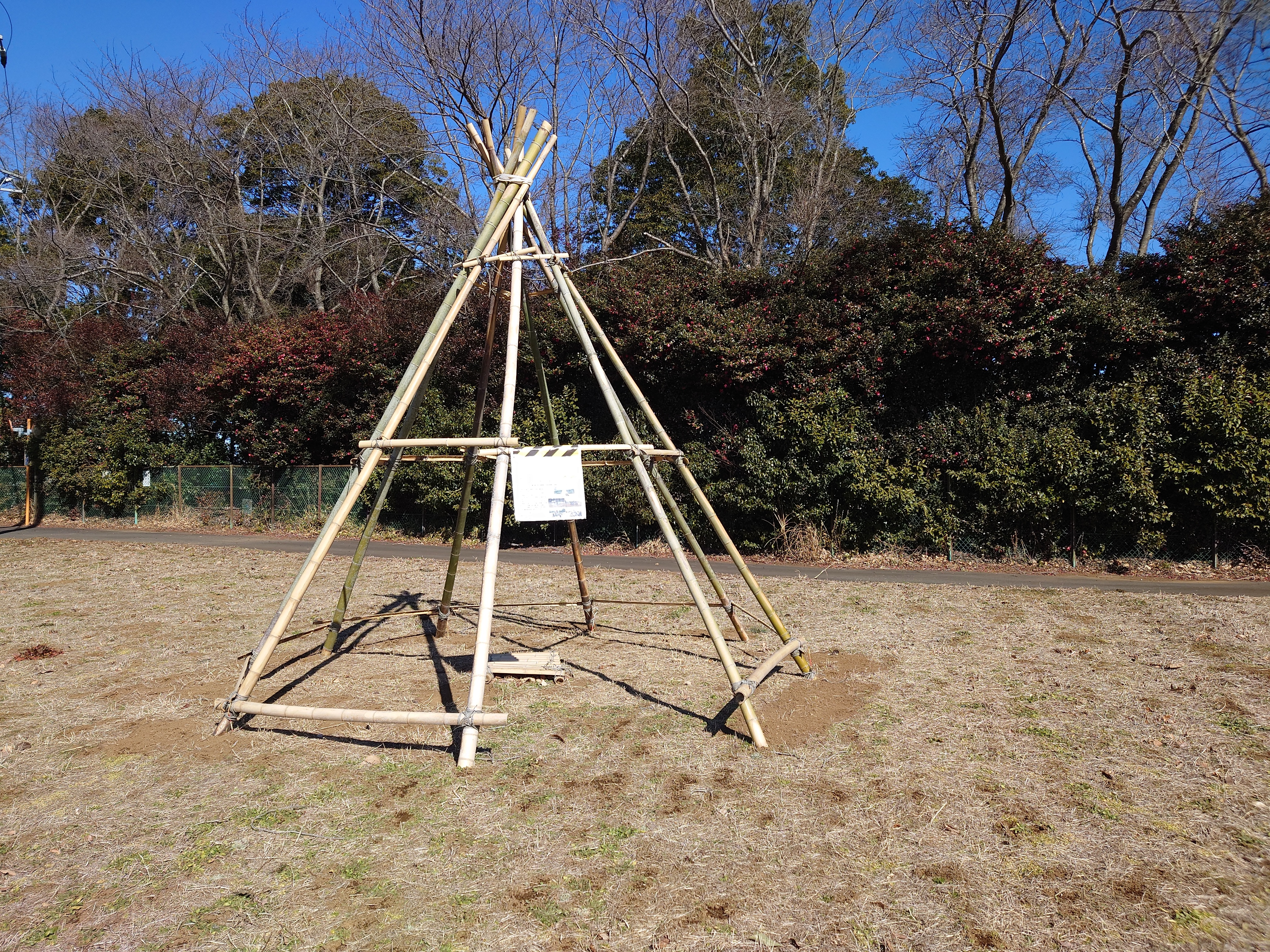
千葉工業大学創造工学部の八馬 智の研究室メンバーが、墨古沢遺跡の史跡指定地内で2024年（令和6年）10月26日に設置した旧石器時代テントの推定復元（防風対策のため骨組みのみ復元）。環状ブロック群は、このような簡易な住まいが、十数棟ほど円陣を組むように（環状に）配置されたキャンプ跡と考えられている。

環状ブロック群（かんじょうブロックぐん）とは、日本列島の後期旧石器時代初期（約4万年前～3万年前）の遺跡から検出される旧石器人の集団キャンプ跡と考えられる遺構である。石器を製作する際に飛散したブロックと呼ばれる剥片集中域が、複数かつ環状（円形）に分布して検出されるもので、当時の人々の生活・居住の実態に迫る遺構として知られる。環状ユニットともいう。

## 概要
日本列島の旧石器時代の遺跡は、全国で1万箇所以上発見されているが、それらの遺跡から、縄文時代のような数本の木柱を建てて屋根を葺いた定住可能な住居となる建物（竪穴建物や平地建物）が検出される事例は極めて稀で、確実に住居とみて良いものでは神奈川県相模原市の田名向原遺跡（国の史跡）の平地建物など、10例程度しか発見されていない。これは、当時の人々が定住的な集落を造って長期間留まらず、テントのような簡易な住まいで寝泊まりしながら移動を繰り返す「遊動生活」 をしており、大きな柱穴（ピット）や地面への掘込みを伴う構造物をあまり建築しなかったためと考えられている。
旧石器時代遺跡は、多くの場合1万年以上前に堆積したローム層中から検出される。関東ローム層などのような火山噴出物由来の風成ローム層では、強い酸性土壌の影響で、当時使われていた皮製品や木製品・骨製品などの有機質の遺物はほとんど分解されてしまい検出されることが極めて少ない。また前述のように、地面への掘り込みを伴う遺構（建物等）もあまり形成されなかったため、発掘調査では多くの場合、石器や剥片・石核などの「石のカケラ」ばかりが検出される状態となる。ただしこれらの石片は、ただ無秩序に散乱しているのではなく、一定範囲での平面的なまとまり（集中域）をもって分布しており、石片同士が接合して母岩を復原出来るものもあるため、旧石器時代人がその場で石器製作や加工をしたり、家を建てて生活したりしていた痕跡であると理解されている。
石器製作場は、石核と飛散した剥片の剥離面同士を接合させることで、同一の母岩から打ち出された石片の集中を把握出来るが、この同一母岩による最小単位の石片集中を「スポット」と呼ぶ。1つの石器製作場は、複数の母岩を用いた石器製作痕跡、すなわち複数スポットの集合で構成されており、これは「ブロック」と呼ばれている。ブロックもまた複数で集合しており、各ブロック間で同じ母岩を共有しながら石器製作を行っている。同一母岩を共有するブロックの集合体が「ブロック群」または「ユニット」と呼ばれるものであり、十数個のブロックが直径30～50メートルほどの円形を成したものが環状ブロック群（または環状ユニット）である。
なお「1つの環状ブロック群=1つのユニット」ではなく、幾つかのブロックからなるユニットが、さらに複数で集合した大規模なものが環状ブロック群であるとされる。例えば、1983年（昭和58年）にこの遺構が初めて発見された群馬県伊勢崎市（旧佐波郡赤堀町）の下触牛伏遺跡（しもふれうしぶせいせき）では、26のブロックが環状に検出されているが、同じ母石を共有するユニット単位では、10ユニット前後に分割される。
これらの遺物検出状況から、スポット（1つの石器製作を行った個人）→ブロック（数人で石器製作の作業場を構成する1家族）→ユニット（母岩を共有し共に生活・移動する数家族からなる小単位集団）→環状ブロック群等（仲間意識のある小集団が一堂に会した大単位集団）という旧石器人の社会と構造が推定されている。

## 構造
日本の後期旧石器時代の中でも初期にあたる、約4万年前から3万年前の時期に見られる遺構である。石片分布集中の単位であるブロックが10数基集結して直径30～50メートル程度の環状を呈することを特徴とする。ブロックのある場所は、細く簡易な木柱を組み、獣皮等をかけて屋根としたテントがあり、それらが円陣を組むように巡っていたと推定されている。環状ブロックの中央は広場として、集団の構成員が共同作業や情報交換をしていたと考えられている。
2019年（平成31年）時点で、全国で118遺跡146基確認されているが、約半数の53遺跡71基が千葉県北部（下総台地）で検出されている。
環状を呈する理由については諸説あり、大型哺乳動物を狩るために多集団が集結した「大型獣狩猟説」のほか、石器用石材の入手・交換などを行った「石器交換説」、大集団化することで身を守った「保安説」など様々あるが、解明されていない。栃木県佐野市の上林遺跡（かみばやしいせき）では、50メートル×80メートルの楕円形を呈する環状ブロック群の中で、西側は在地産の石材を主体として構成されるのに対し、東側は長野県産の黒曜石など遠隔地の石材が多く含まれていることから、在地集団と遠方から来た集団が対峙し、情報や物資の交換などの交流をしていたのではないかと考えられている。また、この環状ブロック群を造った集団は50～100人規模であったと推定されている。
約4万年前～3万年前までの、後期旧石器時代初期に現れる特有の遺構とされ、長野県の野尻湖遺跡群の1つである日向林B遺跡では、後期旧石器初期の石器である台形様石器（だいけいようせっき）や局部磨製石斧が多量に出土した。3万年前以降の旧石器時代遺跡では、環状を呈する大規模ブロック群は見られなくなる。

## 類例
- 下触牛伏遺跡（しもふれうしぶせいせき）:群馬県伊勢崎市（旧佐波郡赤堀町）[9][5]。
- 上林遺跡（かみばやしいせき）:栃木県佐野市[10][6]。

- 墨古沢遺跡（すみふるさわいせき）:千葉県印旛郡酒々井町。2022年（令和4年）現在までで発見されている環状ブロック群として、日本最大級の規模をもち、国の史跡に指定されている[3]。

- 日向林B遺跡（ひなたばやしBいせき）:長野県上水内郡信濃町[8]。野尻湖遺跡群の1つ。出土遺物は国の重要文化財に指定されている[11][12]。